# Gardiner Greene Hubbard

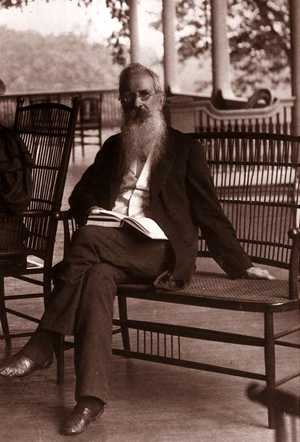
Gardiner Greene Hubbard

Gardiner Greene Hubbard (* 25. August 1822 in Boston, Massachusetts; † 11. Dezember 1897 in Twin Oaks bei Washington, D.C.) war ein US-amerikanischer Rechtsanwalt und Unternehmer. Sein Schwiegersohn war Alexander Graham Bell, mit dessen Firma, der Bell Telephone Company er eng verbunden war.

## Leben
Gardiner Greene Hubbard wurde in Mt. Auburn, Cambridge, Mass. geboren, wo seine Eltern ihre Ferien verbrachten. Er war der älteste Sohn von Samuel und Mary Ann (Greene) Hubbard. Sein Vater Samuel Hubbard (1785–1847) hatte Rechtswissenschaft an der Yale University studiert. 1810 war er Abgeordneter von Boston und wurde sogar Senator. Danach war er bis zu seinem Tod Richter am Supreme Court von Massachusetts. Die Familie entstammte den Nachfahren von William Hubbard aus Ipswich, Mass.
Nach Besuch der Phillips Academy in Andover graduierte Gardiner am Dartmouth College 1841. Danach studierte er Jura in Harvard und erhielt 1843 seine Zulassung als Rechtsanwalt. Er trat in die Kanzlei von Benjamin R. Curtis in Boston ein, der er bis 1873 angehörte. Im Anschluss führte er bis 1887 sein Rechtsanwaltbüro in Washington D. C.
Hubbard interessierte sich für neue Techniken und Industrien. So unterstützte er mit dem Bau einer S-Bahn von Cambridge nach Boston die erste Strecke, die außerhalb von New York errichtet wurde. Er förderte ferner den Bau der Cambridge Water Works (Wasserwerke) und Gas Light Companies (Gaslicht) und war deren Präsident über mehrere Jahre.
Seine Tochter Mabel erkrankte 1862 im Alter von fünf Jahren an Scharlach. Zu jener Zeit gab es noch keine Antibiotika, so dass sich die Krankheit auf das Innenohr ausbreitete und Mabel ertaubte.  Daraufhin beschäftigte er sich intensiv mit Taubheit und gründete 1866/67 in Northampton die erste amerikanische Schule für Gehörlose, heute die Clarke Schools for Hearing & Speech, wo die Kinder die Gebärdensprache lernten. Von 1867 bis 1897 war er Treuhänder des Clarke Instituts für Taubstumme. 

## Hubbard und Bell
Alexander Graham Bell, der Anatomie und Physiologie der menschlichen Stimme am University College in London studiert hatte, kam 1871 als „Taubstummenlehrer“ an diese neu gegründete Schule. Gardiner und der wohlhabende Geschäftsmann Thomas S. Sanders (1839–1911) aus Salem, dessen tauber Sohn von Bell unterrichtet wurde, erfuhren von dessen Experimenten und bewogen ihn, die Entwicklung am „Harmonischen Telegraphen“ voranzutreiben. Am 27. Februar 1875 gründeten Gardiner und Thomas Sanders die „Bell Patent Association“, welche die Experimente von Alexander Graham Bell finanzierte und im Gegenzug eine Beteiligung an späteren Erträgen vorsah. Am 14. Februar 1876 reichte Gardiner Green Hubbard für Alexander Bell den Antrag auf ein Patent ein, das am 7. März gewährt wurde. Am 11. Juli 1877 heiratete Bell die taube Tochter Mabel seines Geschäftspartners Hubbard, die er als Taubstummenlehrerin an der Clarke-Schule kennengelernt hatte.
Als Direktor der American Bell Telephone Company bemühte sich Hubbard mit großem Einsatz um die Verbreitung des Telefons unter Bells Patent. 1876 hatte Präsident Ulysses S. Grant  Hubbard als Sonderbeauftragten für den Transport der Post mit der Eisenbahn ernannt. Im „Congressional postal Committee“ lernte er Theodore Vail kennen, den er 1878 als Geschäftsführer für die Bell Telephone Company gewinnen konnte.

## Aufgaben und Ämter
- 1876 war Hubbard Kommissar der Centennial Exposition in Philadelphia. Alexander Graham Bell präsentierte sein Telefon einem großen Publikum auf dieser Ausstellung.
- 1883 gründete er zusammen mit Alexander Graham Bell die Zeitschrift Science.[6]
- 1888 gehörte er zu den 34 Begründern der National Geographic Society in Washington, D.C. und wurde deren erster Präsident.[7] Auch die Stiftung wurde nach ihm benannt.[8]
- Regent der Smithsonian Institution;
- Vizepräsident der American Association to Promote the Teaching of Speech to the Deaf (AAPTSD)[9]
- Acht Jahre war er Mitglied des Massachusett State Board of Education.
- Vizepräsident der American Association of Inventors and Manufacturers;[10]
- Mitglied der Anthropological, the Geological and the National Geographic Gesellschaften in Washington, D.C.;
- Präsident der „Joint commission of the scientific societies of Washington“;
- Governor of the Society of Colonial Wars;[11]
- Treuhänder der Washington Free Public Library.[12]

## Kunstsammler
Hubbard war ein leidenschaftlicher Sammler von Stichen und Radierung und besaß einige Stiche von Napoleon Bonaparte, die er Samuel McClure zur Veröffentlichung angeboten hatte. 1894 entsandte dieser Ida Tarbell, die er mit einem Artikel über Napoleon beauftragt hatte, nach Washington, um die Sammlung zu studieren.
Nach Hubbards Tod übergab seine Witwe 1898 der US-Regierung die Sammlung zuzüglich einer Summe von $20.000 für weitere Ankäufe.

## Auszeichnungen
1888 erhielt er die Ehrendoktorwürde von der Columbia University Washington D. C. und desgleichen 1894 vom Dartmouth College N. H.

## Familie
Gardiner Greene Hubbard heiratete am 21. Oktober 1846 Gertrude M. McCurdy (geb. 12. März 1827) aus New York. Ihre Kinder:
- Robert McCurdy (* 9. Dezember 1847 in Boston; † 11. Oktober 1849)
- Gertrude McCurdy (* 1. Oktober 1849 in Boston) heiratet Maurice V. Grossmann.
- Mabel Gardiner (* 25. November 1857 in Cambridge/Massachusetts) heiratet am 11. Juli 1877 Alexander Graham Bell (* 3. März 1847 in Edinburgh/Schottland; † 2. August 1922 in Baddeck/Nova Scotia, Kanada).
- Marian (* April 1867 in Cambridge; † August 1869)

Er starb am 11. Dezember 1897 in seinem Haus „Twin Oaks“ in Chevy Chase bei Washington.

## Filme
In der 1939 produzierten Filmbiografie Liebe und Leben des Telefonbauers A. Bell (The Story of Alexander Graham Bell) von Irving Cummings wurde Hubbard von Charles Coburn dargestellt.

## Veröffentlichungen
- Discoverers of America: Annual Address by the President, Hon. Gardiner G. Hubbard. Publisher: Nabu Press, 2011. ISBN 1272027856
- Our Post Office (1875). Neuauflage: Publisher: Nabu Press,  2012. ISBN 1248369688
- The Education of Deaf Mutes: Shall it be by Signs or Articulation? Publisher: A. Williams & Co, Boston 1867
- The Story of the Rise of the Oral Method in America: As Told in the Writings of Gardiner G. Hubbard (1898).  Neuauflage: Kessinger Publishing, United States, 2010. ISBN 1165748304
- Union of the Post Office and Telegraph: Letter to the Postmaster General on the European and American Systems of Telegraph (1868). Neuauflage: Kessinger Publishing, United States, 2010. ISBN 1104518406